# Cycle du glyoxylate

Cycle du glyoxylate avec cycle de Krebs.

Le cycle du glyoxylate est une voie métabolique dérivée du cycle de Krebs participant à l'anabolisme des plantes, des bactéries, des protistes et des mycètes (champignons). Il convertit l'acétyl-CoA en succinate pour la biosynthèse des glucides. Il est la seule voie métabolique permettant la synthèse de glucides à partir d'acides gras. Les métazoaires en sont incapables. Il se déroule dans le glyoxysome des graines et permet leur germination en transformant ses réserves de lipides en glucides.
Bilan : 2 acétyl-CoA + NAD+ + 2 H2O → succinate + 2 CoA–SH + NADH + H+.
Chez les microorganismes, le cycle du glyoxylate permet aux cellules d'utiliser des composés carbonés simples comme sources de carbone lorsque les composés organiques plus complexes tels que le glucose ne sont pas disponibles. On considère généralement que ce cycle est absent chez les animaux, à l'exception des nématodes aux premiers stades de leur embryogenèse, mais la détection récente dans certains tissus animaux de malate synthase (MS) et d'isocitrate lyase (ICL), deux enzymes clés du cycle du gyloxylate, ont suscité des interrogations sur sujet des relations entre l'évolution des enzymes chez les bactéries et les animaux, et suggèrent que les animaux possèdent des enzymes dont la fonction diffère de la malate synthase et de l'isocitrate lyase du cycle du glyoxylate connues chez les non-métazoaires,.
Trois enzymes — malate déshydrogénase, citrate synthase et aconitase — sur les cinq du cycle du glyoxylate sont communes avec le cycle de Krebs, et ces deux cycles partagent également plusieurs métabolites : malate, oxaloacétate, citrate, cis-aconitate et isocitrate. Ces deux cycles divergent au niveau de l'isocitrate, que l'isocitrate lyase clive en glyoxylate et succinate au lieu d'être converti en α-cétoglutarate par l'isocitrate déshydrogénase du cycle de Krebs. Cela court-circuite les étapes de décarboxylation du cycle de Krebs, permettant à des composés carbonés simples d'être ultérieurement utilisés dans la biosynthèse de biomolécules, par exemple de glucose. Le cycle se poursuit en condensant le glyoxylate sur une acétyl-CoA par la malate synthase pour donner du malate, au niveau duquel il rejoint le cycle de Krebs.